# Kościół Niepokalanego Poczęcia Najświętszej Maryi Panny w Trestnie
Kościół Niepokalanego Poczęcia Najświętszej Maryi Panny – rzymskokatolicki kościół filialny należący do Parafii Najświętszej Maryi Panny Wspomożycielki Wiernych we Wrocławiu w dekanacie Wrocław wschód w archidiecezji wrocławskiej.
Pierwotny kościół wzniesiony był w 1539 r. o konstrukcji drewnianej, zniszczony podczas wojny trzydziestoletniej, później dewastowany, ostatecznie rozebrany w 1880 r.
Obecny kościół neoromański był wzniesiony w 1934 r. wg projektu Ericha Graua. Jest to świątynia orientowana, murowana z kamienia, jednonawowa z wprowadzoną w obrys nawy wieżą od zachodu, z półkolistą absydą od wschodu i zakrystią od południa, nakryta dachem dwuspadowym.
W latach 90. XX w. dokonano remontu dachu, zainstalowano instalację odgromową. W czasie powodzi (1997 r.) woda sięgała wys. ponad 2,5 m. Całe wyposażenie zostało zniszczone.